# Dale City (Virginia)
Dale City es un lugar designado por el censo en el  Condado de Prince William, Virginia  (Estados Unidos). Según el censo de 2010 tenía una población de 65 969 habitantes.

## Demografía
Según el censo del 2000, Dale City tenía 55 971 habitantes, 17 623 viviendas, y 14 327 familias. La densidad de población era de 1.436,9 habitantes por km².
De las 17 623 viviendas en un 48,7%  vivían niños de menos de 18 años, en un 63,6%  vivían parejas casadas, en un 12,9% mujeres solteras, y en un 18,7% no eran unidades familiares. En el 13,6% de las viviendas  vivían personas solas el 2,2% de las cuales correspondía a personas de 65 años o más que vivían solas. El número medio de personas viviendo en cada vivienda era de 3,17 y el número medio de personas que vivían en cada familia era de 3,48.
Por edades la población se repartía de la siguiente manera: un 32,7% tenía menos de 18 años, un 8,4% entre 18 y 24, un 34,9% entre 25 y 44, un 20,3% de 45 a 60 y un 3,8% 65 años o más.
La edad media era de 31 años.  Por cada 100 mujeres de 18 o más años  había 95,2 hombres.
La renta media por vivienda era de 65 355$ y la renta media por familia de 69 278$. Los hombres tenían una renta media de 42 131$ mientras que las mujeres 32 984$. La renta per cápita de la población era de 22 363$. En torno al 3,1% de las familias y el 4,4% de la población estaban por debajo del umbral de pobreza.

## Localidades adyacentes
El siguiente diagrama muestra a las localidades más próximas a Dale City.